# Auszeichnungen des Landes Vorarlberg
Die Auszeichnungen des Landes Vorarlberg sind Ehren- und Verdienstzeichen, die durch die Vorarlberger Landesregierung in Österreich oder durch den Landesehrenzeichenrat an Personen vergeben werden, die sich um das Land Vorarlberg oder um bestimmte Bereiche des öffentlichen Lebens verdient gemacht haben.

## Ehrenzeichen
Die Ehrenzeichen des Landes Vorarlberg werden seit 1963 an Personen verliehen, die sich um das Land Vorarlberg verdient gemacht haben oder deren Sachgebiet in die Vollziehung des Landes fallen.
Jeder mit dem Ehrenzeichen Ausgezeichnete hat das Recht, das Ehrenzeichen als Miniatur oder das Band in Form einer Rosette oder schmalen Leiste zu tragen.
Für die Verleihung ist der Landesehrenzeichenrat im Amt der Vorarlberger Landesregierung zuständig, Rechtsgrundlage ist das Auszeichnungs- und Gratulationengesetz von 2016.

### Ehrenzeichen in Gold
Das Ehrenzeichen in Gold ist die höchste Auszeichnung, die das Land Vorarlberg zu vergeben hat. Es wird nach der Wahl durch den Landtag direkt an den Landeshauptmann und den Landtagspräsidenten verliehen. Ansonsten dürfen höchstens 24 Personen zur selben Zeit die Auszeichnung tragen, erst nach dem Tod eines der Träger kann das Zeichen erneut verliehen werden.
In der Mitte des Goldenen Ehrenzeichens befindet sich das Vorarlberger Wappen auf einem Komturkreuz, das über ein Flechtbandornament mit einem rot-weißen Halsband verbunden ist. Das Kreuz ist aus Tombak gefertigt, rot-weiß emailliert und echt vergoldet. Das Flechtbandornament in Form eines Reliefs ist massiv ausgeführt und vergoldet. Es verbindet das Kreuz mit dem Halsband über eine lose bewegliche, vergoldete Spange.

### Ehrenzeichen in Silber
Das Ehrenzeichen in Silber ist die zweithöchste Auszeichnung des Landes Vorarlberg. Für seine Verleihung bestehen, im Gegensatz zum Goldenen Ehrenzeichen, keine nummerischen Beschränkungen.
Das Silberne Ehrenzeichen besteht, wie das Goldene, aus einem Komturkreuz und einem Flechtbandornament und wird an einem rot-weißen Halsband getragen. Es wird ebenfalls aus Tombak hergestellt, rot-weiß emailliert, echt versilbert und trägt in der Mitte das Landeswappen. Das Flechtbandornament ist auch hier in Relief und massiv ausgeführt sowie versilbert, aber kleiner als beim Goldenen Ehrenzeichen. Über eine lose bewegliche, versilberte Spange verbindet es das Komturkreuz mit dem Halsband.

## Verdienstzeichen
Seit 1978 können für Verdienste um das Land Vorarlberg, auf Sachgebieten, die in der Vollziehung Landessache sind, Verdienstzeichen durch die Landesregierung verliehen werden. Die Rechtsgrundlagen für die Verleihung bildet wie beim Ehrenzeichen das Auszeichnungs- und Gratulationengesetz aus dem Jahr 2016.
Jeder mit dem Verdienstzeichen Ausgezeichnete hat das Recht, das Verdienstzeichen auch in Miniatur oder als Uniformträger das Band in Form einer schmalen Leiste zu tragen.

### Großes Verdienstzeichen

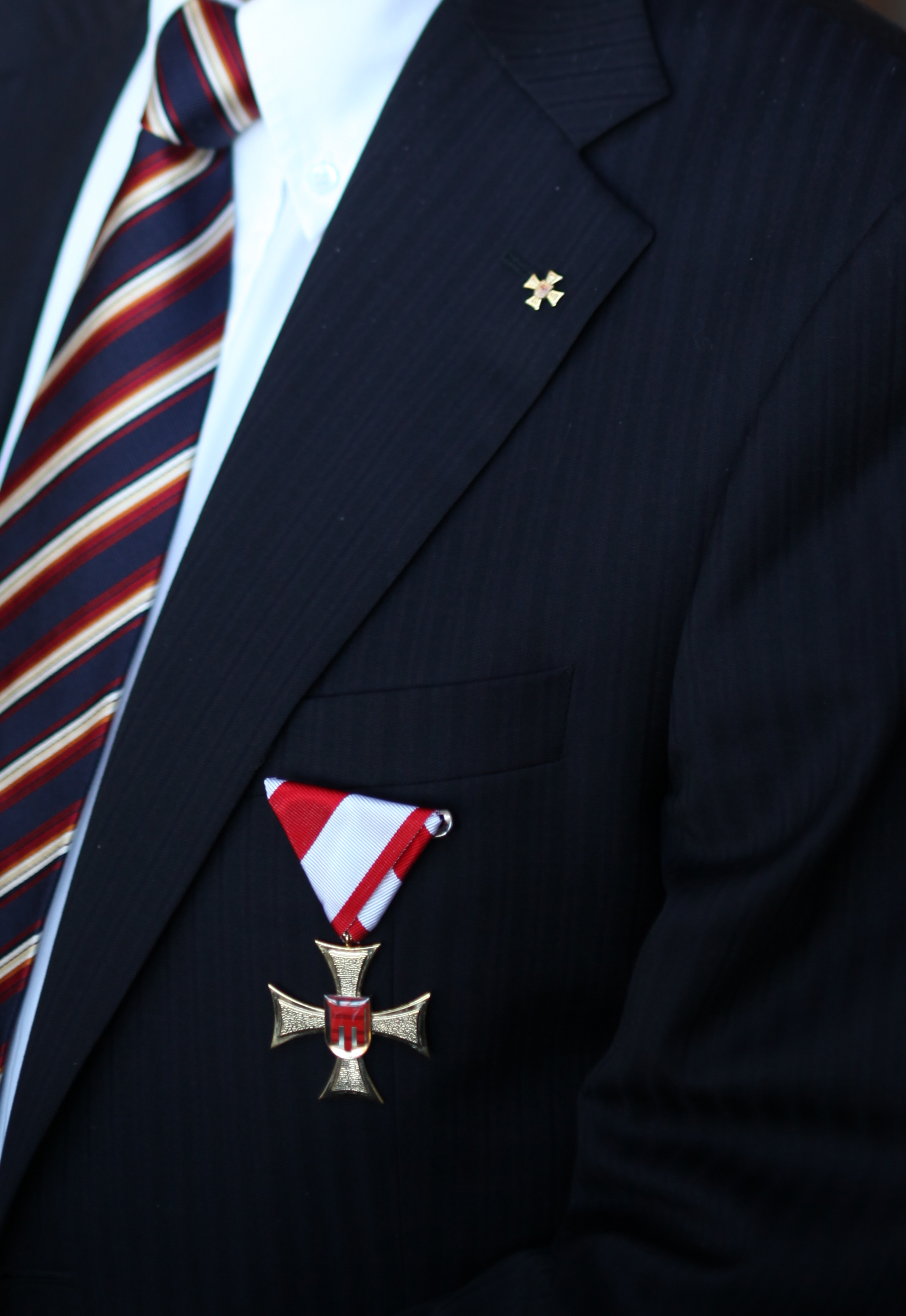
Das große Verdienstzeichen auf der Brust getragen sowie die Miniaturausführung am Kragen.

Für besondere Verdienste um das Land Vorarlberg wird das Große Verdienstzeichen verliehen.
Es besteht aus einem Brustkreuz und wird an einem rot-weißen Dreiecksband an der linken Brustseite getragen. Auch das Große Verdienstkreuz besteht aus Tombak, ist echt vergoldet, trägt in der Mitte das Landeswappen und auf der Rückseite die Inschrift „Für Verdienste“.

### Verdienstzeichen
Das Verdienstzeichen unterscheidet sich vom Großen Verdienstzeichen dadurch, dass es in Bronze gehalten und kleiner ist als das Große Verdienstzeichen.

## Sonstige Ehrenzeichen

### Montfortorden
Der Montfortorden wird für die Pflege freundschaftlicher Beziehungen zum Land Vorarlberg in drei Klassen, dem Großen Montfortorden, dem Montfortorden in Gold und dem Montfortorden in Silber, durch die Vorarlberger Landesregierung aufgrund des Gesetzes über den Montfortorden von 1985 in der Fassung von 2001 und der Verordnung über den Montfortorden von 1986 verliehen. Er besteht aus einem Balkenkreuz in Gold oder Silber, mit dem Landeswappen auf blauem Grund in der Mitte; befestigt ist der Große Montfortorden über ein Flechtbandornament am Halsband, beim Goldenen Montfortorden entfällt das Geflecht, der Silberne Montfortorden hängt an einem Dreiecksband, zu jedem Orden gibt es entsprechende Miniaturen.

### Feuerwehrmedaille
Seit 1953 wird durch die Vorarlberger Landesregierung die Feuerwehrmedaille in drei Stufen verliehen. Für 50-jährige verdienstvolle Tätigkeit in Gold, für vierzigjährige verdienstvolle Tätigkeit in Silber und für fünfundzwanzigjährige verdienstvolle Tätigkeit in Bronze. Auf der Vorderseite der Medaillen befindet sich das Landeswappen mit der Umschrift „Land Vorarlberg“, auf der Rückseite eine Abbildung des heiligen Florian mit dem Text „Für […]-jährige verdienstvolle Tätigkeit in der Feuerwehr“. Die Medaillen werden an gelborangen Dreiecksbändern getragen.

### Rettungsmedaille
Seit 1963 verleiht die Vorarlberger Landesregierung, später aufgrund des Rettungsgesetzes von 1979 in der Fassung von 2001 und der Verordnung zur Durchführung des Gesetzes über die Feuerwehrmedaille des Landes Vorarlberg aus 2000, die Rettungsmedaille für die Rettung von Menschen aus Lebensgefahr unter Einsatz des eigenen Lebens im Land Vorarlberg.
Die Medaille besteht aus Bronze, ist versilbert und patiniert und trägt auf der Vorderseite die Inschrift „Für Lebensrettung – Land Vorarlberg“, auf der Rückseite eine Abbildung mit Retter und Gerettetem.

### Sportehrenzeichen
Die Vorarlberger Landesregierung vergibt weiters Ehrenzeichen für sportliche Leistungen in Gold und Silber sowie Ehrenzeichen für Verdienste um den Vorarlberger Sport in Gold und Silber.
Diese Ehrenzeichen sind aus Messing geprägt, matt und bestehen aus einer 40 mm runden und 2,5 mm starken Medaille, in der sich eine 33 mm hohe, glanzpolierte Vorarlberger Karte in stilisierter Form und darin wiederum ein 14 mm hohes Landeswappen befinden. Die Medaille liegt auf einem 15 mm breiten und 71 mm hohen roten Band auf, welches mit einer 1 mm starken Messingplatte hinterlegt ist, auf der eine Anstecknadel befestigt ist. Der am Rand der Medaille umlaufende Text lautet beim Ehrenzeichen für Verdienste um den Vorarlberger Sport „Für Verdienste um den Vorarlberger Sport“, beim Ehrenzeichen für sportliche Leistungen „Für sportliche Leistungen“. Die Sportehrenzeichen sind an der linken Brustseite zu tragen.

### Ehrenzeichen für Verdienste auf dem Gebiet der örtlichen Sicherheitspolizei
Seit 1973 kann die Vorarlberger Landesregierung, später aufgrund des Sicherheitsgesetzes aus 1975 und der Verordnung der Landesregierung über das Ehrenzeichen für Verdienste auf dem Gebiet der örtlichen Sicherheitspolizei, Orden an Bedienstete der örtlichen Sicherheitspolizei, also Beamte der Gemeindesicherheitswachen im Land Vorarlberg, vergeben.
Der Orden ist aus Bronze und versilbert, trägt auf der Vorderseite den Text „Land Vorarlberg“ und auf der Rückseite die Inschrift „Für besondere Verdienste um die örtliche Sicherheitspolizei“, er wird am rot-weißen Dreiecksband getragen.